# (1150) Achaia
(1150) Achaia est un astéroïde de la ceinture principale découvert le 2 septembre 1929 par l'astronome allemand Karl Wilhelm Reinmuth. Sa désignation provisoire était 1929 RB.
Il est nommé d'après la région de Grèce antique l'Achaïe.